# Villangeaux
Villangeaux (toponimo francese) è una frazione del comune svizzero di Ecublens, nel Canton Friburgo (distretto della Glâne).

## Storia

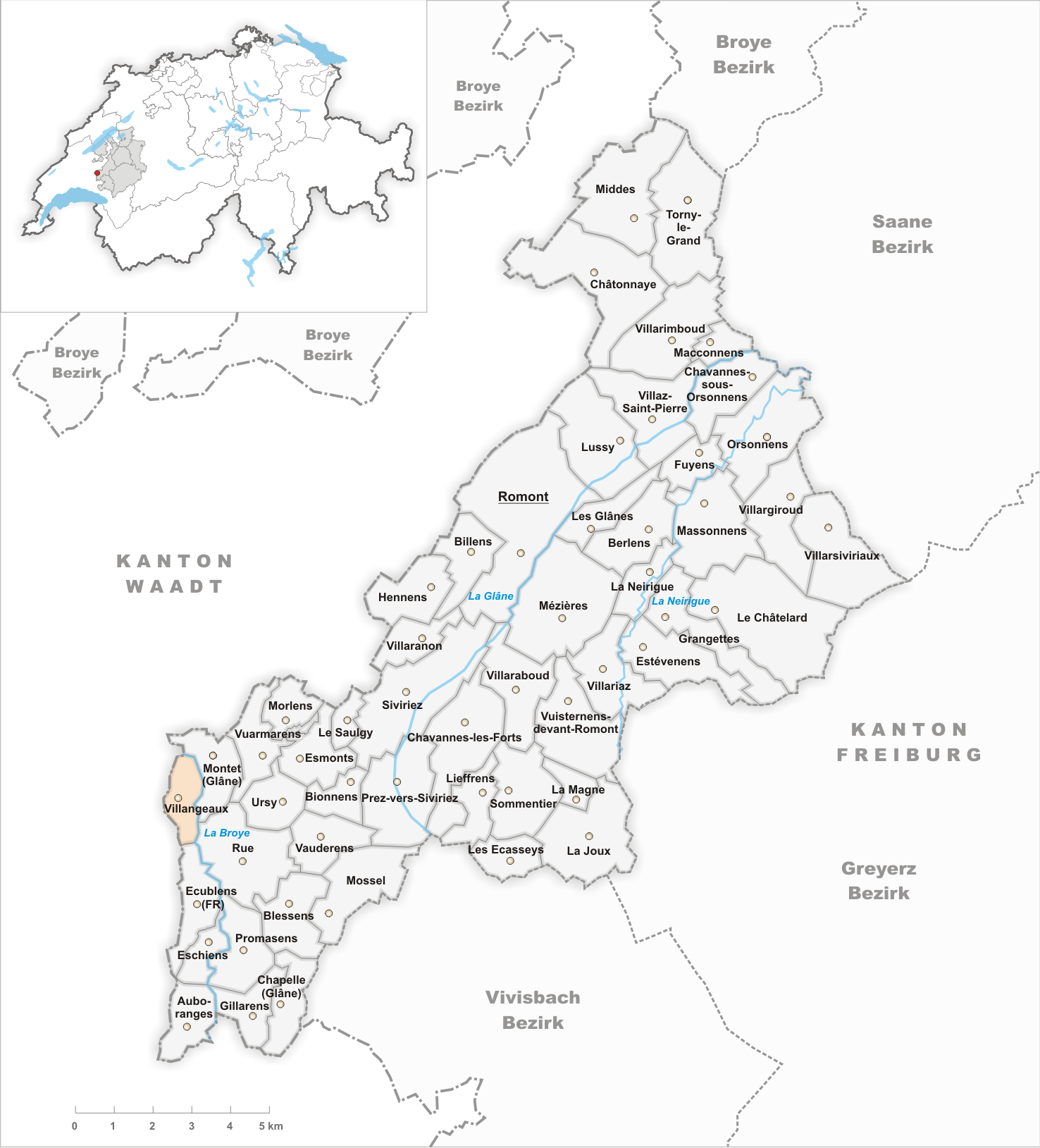
Il territorio del comune di Villangeaux prima degli accorpamenti comunali del 1969

Già comune autonomo, nel 1969 è stato accorpato a Ecublens assieme all'altro comune soppresso di Eschiens.

## Società

### Evoluzione demografica
L'evoluzione demografica è riportata nella seguente tabella:
Abitanti censiti

## Amministrazione
Ogni famiglia originaria del luogo fa parte del comune patriziale che ha la responsabilità della manutenzione di ogni bene comune.